# No Respect
No Respect war eine deutsche, in Göttingen gegründete Ska-Punk-Band. Sie lösten sich Anfang 2008 auf und gaben am 12. April ihr Abschiedskonzert.

## Bandgeschichte
Die Band wurde um das Jahr 1994 in Göttingen aus den Überbleibseln einer gleichnamigen Hardcore-Punk-Band gegründet. Grund für die musikalische Änderung war der Wunsch der Bandmitglieder, sich musikalisch zu entwickeln und neue Wege zu beschreiten. In der Gründungsbesetzung wurden zusätzlich zu den im Punkrock üblichen Instrumenten eine Trompete und das erste Saxophon ins Inventar aufgenommen und die Band begann damit, Ska-Punk zu spielen. Nach kurzer Zeit entschied man sich, dazu noch eine Posaune zu verwenden. Nach vier veröffentlichten Alben (Excuse my Smile, Tunes of Decline, Confidence, Unadjusted) haben No Respect für 2008 ihre Auflösung angekündigt. Im Jahr 2012 spielte die Band auf dem 30. Geburtstag des Jugendzentrum Innenstadt (Juzi).

## Stil
Musikalisch ist No Respect in den Bereich des Ska-Punk einzuordnen. Oftmals sind ihre Lieder stark von ihren Hardcore-Punk-Wurzeln beeinflusst. Viele Songs fallen komplett aus dem musikalischen Bereich des Ska. Ältere Aufnahmen und Veröffentlichungen sind auffallend ruhiger, mit den Jahren kehrten zunehmend raue Elemente in die Musik von No Respect zurück. Die Band selbst bezeichnet ihre Musik als „Offbeatlastigen Punk Rock mit Bläsern“.
Die Texte handeln hauptsächlich von den Freuden und Leiden des alltäglichen Lebens, Arbeit, Liebe, Feiern und häufig gesellschaftskritischen Themen wie Antirassismus, Kritik an den bestehenden Verhältnissen und Widerstand gegen staatliche Autoritäten.
Der überwiegende Teil der Texte stammt von Chris, allerdings finden sich auch ein paar Coverversionen alter Soul- und Punkklassiker im Repertoire. Einflüsse der Musiker sind in erster Linie klassischer Punkrock der 70er und 80er Jahre, Musik der Two-Tone-Ära sowie deren rauere Nachfolger. No Respect waren eine der ersten Bands, die in Deutschland die Entwicklung aufgriffen, die z. B. die Mighty Mighty Bosstones losgetreten hatten. Ihr erstes Album Excuse My Smile gilt deshalb als Wegbereiter und Anstoß für die Musik manch anderer Band.

## Politischer Bezug
No Respect verwendeten seit ihrer Gründung den anarchistisch beeinflussten Slogan „Kein Gott, kein Staat, kein Herr, kein Sklave“. Dies soll plakativ und greifbar die inhaltliche Ausrichtung ausdrücken. Ihre Liedtexte sind stark antifaschistisch und antirassistisch geprägt, wie z. B. in „No Nazi's Friend“, „Human Scum“ und „Anarchy“. Die Wurzeln einzelner Bandmitglieder liegen im politisch ausgerichteten Punkrock und der antirassistischen Skinheadbewegung.

## Diskografie
- 1998: Excuse My Smile
- 1999: Split-EP mit Stage Bottles
- 2002: Tunes of Decline
- 2002: Confidence (Mad Butcher Records)
- 2005: Unadjusted